# Klein-Adra
Aja oder Klein-Adra war ein Königreich der Adja in der heutigen Republik Benin mit der Hauptstadt Ajatche und der Amtssprache Aja.
Um 1620 kommt es der Legende nach zu Nachfolgestreitigkeiten und das Reich Ardra wird aufgeteilt. Als erster Name erscheint „Hogbonu“.
Der erste König (Titel „Ahosu“) wäre demnach Te-Agdanlin gewesen.
Nach dem Aussterben der Regentenlinie wird 1688 das Reich unter dem Namen Ajache Ipo, der seit 1794 als einziger Name bestehen bleibt, von einem Prinzen von Allada wiederbegründet.
Am 23. Februar 1863 akzeptierte das Königreich von Porto Novo französischen Schutz, um das britische Vordringen abzuwehren.
Das benachbarte Königreich von Abomey nahm die französische Präsenz jedoch übel, woraufhin ein Krieg zwischen den beiden Königreichen ausbrach.
1883 landete die französische Marine in Porto Novo, und Cotonou und Porto Novo wurde in die französische Kolonie Dahomey eingegliedert. 1900 wurde Cotonou zur Hauptstadt von Dahomey, dem heutigen Benin.
Am 7. Februar 1908 wird die Stadt von Frankreich annektiert und der Regent und seine Nachfahren werden chef supérieur. Die Königsdynastie stirbt erst 1976 aus.

## Liste der Könige von Aja
(Vorgeschichte siehe Ardra)
| Titel             | Name                                    | Regierungszeit                       |
| ----------------- | --------------------------------------- | ------------------------------------ |
| Hwegbonu          | Te-Agdanlin                             | 1620 – unbekannt                     |
| Ahosu             | Agasuvi                                 |                                      |
| unbekannte Könige |                                         |                                      |
| Ahosu             | Té-Agbanlin (aus Allada)                | 1688–1729                            |
| Ahosu             | Hiakpon                                 | 1729–1739                            |
| Ahosu             | Lokpon                                  | 1739–1746                            |
| Königin           | Hude                                    | 1746–1752                            |
| Ahosu             | Messi                                   | 1752–1757                            |
| Ahosu             | Huyi                                    | 1757–1761                            |
| Ahosu             | Gbeyon                                  | 1761–1765                            |
| Interregnum       |                                         |                                      |
| Ahosu             | Ayikpe                                  | 1775–1783                            |
| Ahosu             | Ayaton                                  | 1783–1794                            |
| Ahosu             | Huffon (Begründer einer neuen Dynastie) | 1794–1807                            |
| Ahosu             | Ajohan                                  | 1807–1816                            |
| Ahosu             | Toyi                                    | 1816–1818                            |
| Ahosu             | Hueze                                   | 1818–1828                            |
| Ahosu             | Toyon                                   | 1828–1836                            |
| Ahosu             | Meyi                                    | 1836 – 8. September 1848             |
| Ahosu             | Sodji                                   | 8. September 1848 – 3. Februar 1864  |
| Ahosu             | Mikpon                                  | 11. Februar 1864 – 23. Mai 1872      |
| Ahosu             | Messi II.                               | 4. Juni 1872 – 26. Juni 1874         |
| Ahosu             | Tofa II.                                | 16. September 1874 – 7. Februar 1908 |
| chef supérieur    | Gbdessin                                | 7. Februar 1908 – 22. Oktober 1913   |
| chef supérieur    | Hudji                                   | 1913–1929                            |
| chef supérieur    | Toli                                    | 1929–1930                            |
| chef supérieur    | Gbehinto                                | 1930–1940                            |
| chef supérieur    | Gbesso Toyi                             |                                      |
| chef supérieur    | Alohinto Gbeffa                         | unbekannt – 16. August 1976          |